# Eduardo Dato
 (décembre 2022).
Si vous disposez d'ouvrages ou d'articles de référence ou si vous connaissez des sites web de qualité traitant du thème abordé ici, merci de compléter l'article en donnant les références utiles à sa vérifiabilité et en les liant à la section « Notes et références ».
Pour les articles homonymes, voir Dato et Iradier.
Eduardo Dato Iradier, né à La Corogne le 12 août 1856 et mort à Madrid le 8 mars 1921 dans un attentat anarchiste, est un avocat et homme d'État espagnol. Affilié au Parti conservateur, il fut ministre de l'Intérieur durant la régence de Marie-Christine d'Autriche et président du Conseil des ministres à trois reprises et plusieurs fois ministre au cours du Alphonse XIII.

## Biographie
Originaire de La Corogne, il part tôt vivre à Madrid avec sa famille.
Il fit des études à l'Université Complutense de Madrid et fut diplômé de droit civil et canonique alors qu'il était âgé de 19 ans seulement.
Ses nombreux voyages à l'étranger lui apportèrent une solide culture ainsi et lui permirent d'apprendre d'autres langues. Il acquit rapidement du prestige en tant qu'avocat en raison de ses dons oratoires. Affilié très jeune au Parti conservateur d'Antonio Cánovas, la grande réputation de son cabinet madrilène lui ouvrit les portes de la haute politique. Il fut élu député aux Cortès au cours de la dernière législature du règne d'Alphonse XII. À la mort de ce dernier, il rejoignit Romero Robledo, qui était en désaccord avec le partage du pouvoir que Cánovas, le chef du parti, avait mis en place grâce au système du turnismo. Les disputes autour de cette question entraînèrent la rupture entre Cánovas et Francisco Silvela d'une part, et la dissidence de Dato et d'un important secteur du parti d'autre part.
Après le décès de Cánovas et le discrédit porté sur le gouvernement de Sagasta qui avait présidé le Désastre de 1898, Dato occupa le poste de ministre de l'Intérieur dans le gouvernement régénérationiste dirigé par SIlvela (1899-1900). Depuis ce ministère il commença à donner forme à ce qui serait la première législation du travail d'un gouvernement de la Restauration.
Il figura en 1902 comme ministre de la Grâce et de la Justice dans le gouvernement e Silvela qui amena aux Cortès la Loi des bases de l'administration locale (Ley de Bases de la Administración Local)
Maura à la tête du parti, Dato n'occupa aucune charge ministérielle durant le gouvernement de ce dernier (1907-1909), mais il occupa cependant des postes d'importance comme celui de maire de Madrid, ainsi que la présidence des Cortès.
Après l'assassinat de Canalejas et à la fin du mandat libéral du comte de Romanones (1912), il accepta la demande du Roi de former un gouvernement à la place de Maura, qui avait posé des conditions inacceptables pour le monarque. Depuis lors, le parti fut scindé entre les "idoines" (le groupe majoritaire) et les "mauristes", plus radicaux.
Au cours de son mandat de président du gouvernement, Dato sut maintenir l'Espagne dans une position de neutralité dans la Première Guerre mondiale, en dépit de la division du pays entre "germanophiles" et partisans des alliés. En politique intérieure, il accepta pacifiquement l'établissement le gouvernement autonomiste de la Mancommunauté de Catalogne.
Après les deux ans de pouvoir des libéraux (1915-1917), il revint au gouvernement lorsqu'on commençait à remarquer les premiers signes de récession après les années de prospérité dues à la guerre. Il légalisa les Juntes militaires qui se formèrent en reflet du syndicalisme qui commençait à imprégner la société d'alors et dut faire face à la grave agitation politique et syndicale désignée sous le nom de crise de 1917 (es). À Barcelone, au moment où se réunissait l'Assemblée de parlementaires convoquée par Cambó éclatait la grève générale révolutionnaire de 1917 avec l'appui des deux grands syndicats (UGT et CNT). Face à une crise sociale et institutionnelle de cette amplitude, Dato n'hésita pas à faire appel à l'armée pour étouffer la grève. Pour faciliter la sortie de crise, le Roi le remplaça par Manuel García Prieto, à la tête d'un gouvernement de concentration nationale qu'intégra également Cambó.
En 1918, il fut de nouveau ministre de l'Intérieur dans un nouveau gouvernement de concentration nationale formé par Maura. Lors des années encore critiques qui suivirent la guerre, il présida le gouvernement de 1921 lorsque l'ambiance à Barcelone entre le patronat et les centrales syndicales devenait plus intenable encore. Son soutien à la répression du mouvement social (pistolérisme) et la dénommée « loi des fuites » en firent une cible privilégiée pour le mouvement ouvrier anarchiste.
Il fut abattu par plus de 20 coups de feu le 8 mars 1921 dans un attentat perpétré par trois anarchistes catalans à partir d'un side-car sur la Plaza de la Independencia, près de la Puerta de Alcalá de Madrid. L'auteur des coups de feu était Pedro Mateu, accompagné de Ramón Casanellas et Lluís Nicolau. Il s'agissait du troisième assassinat d'un président du gouvernement espagnol après Canalejas en 1912 et Cánovas en 1898.

## Œuvre et idéologie
Comme jurisconsulte il fut directeur de la Revista General de Legislación y Jurisprudencia (Revue générale de législation et jurisprudence).
La marque fondamentale de sa carrière politique fut la fermeté de ses engagements, sa loyauté à la dynastie des Bourbons et sa défense de la loi face à toute tentative de contrainte violente, bien qu'il fût parfaitement conscient que cela pourrait lui coûter la vie, comme cela arriva finalement.
Initiateur de réformes sociales, il se préoccupa du travail des femmes et des enfants. Il fut le créateur du Ministère du travail, qui légiférait en matière d'accidents du travail et sur l'ascension dans la magistrature par ancienneté.

## Distinctions
- Grand-croix de l'ordre de Sant'Iago de l'Épée

Don Eduardo Dato fut membre de l'Academia de las Ciencias Morales y Políticas à partir de 1910 et membre permanent de la Cour pénale internationale de La Haye, dont il fut élu vice-président en 1913[réf. nécessaire].
Il reçut les décorations suivantes : le collier de l'ordre royal de Charles III (collar de la Real Orden de Carlos III), des mains du Roi d'Espagne, et le Croix de Saint Grégoire le Grand et Chaste de Portugal (Cruz de San Gregorio Magno y Casto de Portugal). Alphonse XIII offrit à sa fille et héritière, en hommage posthume à son père, le titre honorifique du Duché de Dato (Ducado de Dato)[réf. nécessaire].